# Kalong
Kalong eller större flyghund (Pteropus vampyrus) är en flyghund från Sydostasien och en av världens största nu levande fladdermössarter.

## Utseende
Kalongen har en kroppslängd av 18 till 22 centimeter och den saknar svans. Dess vingspann är cirka 1,5 meter och dess vikt upp till omkring ett kilogram. Som andra fladdermöss har den ett vingmembran av skinn som spänns ut mellan dess förlängda andra till femte finger och kroppens sidor ner till fotleden. Likt andra flyghundar har den en något hundlik utsträckt nos. Ögonen är jämförelsevis stora och öronen lite spetsiga. Pälsens grundfärg på ryggen och buken varierar mellan mörkbrun, gråaktig och svart. Dessutom finns två färgvarianter för manen med längre hår som täcker halsen, axlarna och bröstet. Hos den ena varianten är manen likaså mörkbrun till svart. Den andra formen är på nacken och axlarna orangegul samt på bröstet rödbrun till gulbrun. Hela flygmembranen saknar fläckar och har en mörkbrun färg.

## Utbredning
Kalongen förekommer i södra Myanmar, Thailand, Malaysia och södra Vietnam, samt på flera av Indonesiens öar, bland annat Sumatra, Borneo och Java. Den finns också på Filippinerna.

## Ekologi
Kalongen är främst aktiv i skymningen och under natten. Under dagen sover de vanligen hängande från en gren i något träd. Ofta vilar många djur tillsammans och kan bilda ganska stora kolonier med cirka tusen medlemmar. Blandade kolonier med Acerodon jubatus är likaså kända. I sällsynta fall bildas kolonin av cirka 100 000 exemplar. Den äter huvudsakligen frukt, men även blommor, nektar och pollen kan ingå i dieten. Vid födosök kan individerna flyga mycket långa sträckor upp till 50 km och arten har observerats flyga även över det öppna havet. Ett träd med gott om frukt kan få besök av flera flyghundar samtidigt, dock om en individ har hittat en bra födokälla kan den försöka försvara den gentemot artfränder.
Honorna får vanligen bara en unge per dräktighet. Efter två till tre månader blir avkomman avvand och vid 18-24 månaders ålder nås könsmognaden. Livslängden för en individ kan vara upp till 30 år med människans vård.

## Hot
Beståndet hotas av landskapsförändringar, av intensiv jakt och av orkaner i utbredningsområdet. Enligt uppskattningar minskade hela populationen med 50 procent under 25 år före 2013. Arten är av IUCN rödlistad som starkt hotad (EN).